# Mimoschinia
Mimoschinia és un gènere monotípic d'arnes de la família Crambidae. Conté només una espècie, Mimoschinia rufofascialis, que es troba al Carib, des d'Alberta fins a la Colúmbia Britànica, entre el sud de Texas i Califòrnia, i a Mèxic.
Les larves s'alimenten de diverses espècies de malvàcies, que inclouen Malvastrum, Abutilon, Wissadula, Sida, Alcea i Malvella. S'alimenten de les llavors de la seva planta d'acollida.

## Subespècies
- Mimoschinia rufofascialis rufofascialis (Carib)
- Mimoschinia rufofascialis decorata (Druce, 1898) (Arizona, Mèxic).
- Mimoschinia rufofascialis novalis (Grote, 1876) (des d'Alberta fins a la Colúmbia Britànica, i entre el sud de Texas i Califòrnia)
- Mimoschinia rufofascialis nuchalis (Grote, 1878) (Califòrnia)